# Glyphoturris rugirima
Glyphoturris rugirima é uma espécie de gastrópode do gênero Glyphoturris, pertencente a família Mangeliidae.